# Class 370
Class 370 was een kantelbaktrein van British Rail, ook bekend als APT-P, voluit Advanced Passenger Train Prototype. Het waren de pre-productie treinstellen van het Advanced Passenger Train project (APT).

## Ontwerp
Aanvankelijk werd voor de Britse hogesnelheidstrein, net als voor de Franse TGV, gekozen voor een gasturbine aandrijving die dan ook in de APT-E werd toegepast. Vanwege het hoge brandstofverbruik in combinatie met de oliecrisis is men zowel bij de APT als de TGV overgestapt op elektrische tractie. Bovendien was fabrikant Leyland gestopt met de productie en ontwikkeling van gasturbines. In 1974 viel het besluit om de elektrische APT te bouwen, waarbij een treinstel maximaal 11 rijtuigen zou krijgen met aan één kant een motorwagen en aan de andere kant een stuurstandrijtuig. Volgens plan zou de APT-P in 1977 in dienst komen. Voor de trein werden zes verschillende rijtuigen ontworpen:
| rijtuig                       | bovenbouw | lengte     |
| ----------------------------- | --------- | ---------- |
| Motorwagen                    | Staal     | 19 meter   |
| Bagagewagen met 1e klas       | Aluminium | 21,4 meter |
| Tussenrijtuig 1e klas         | Aluminium | 21 meter   |
| Tussenrijtuig 2e klas         | Aluminium | 21 meter   |
| Restauratierijtuig            | Aluminium | 21 meter   |
| Stuurstandrijtuig met 2e klas | Aluminium | 21,4 meter |

De motorwagen kreeg twee draaistellen, voor de overige rijtuigen werden jacobsdraaistellen toegepast. De benodigde elektriciteit werd betrokken uit een 25 kV wisselstroom bovenleiding. De APT-P is ontworpen voor een maximumsnelheid van 240 km/h (150 mph) op bestaand spoor. Om dit mogelijk te maken kon de wagenbak tot 9 graden kantelen.

## Uitvoering

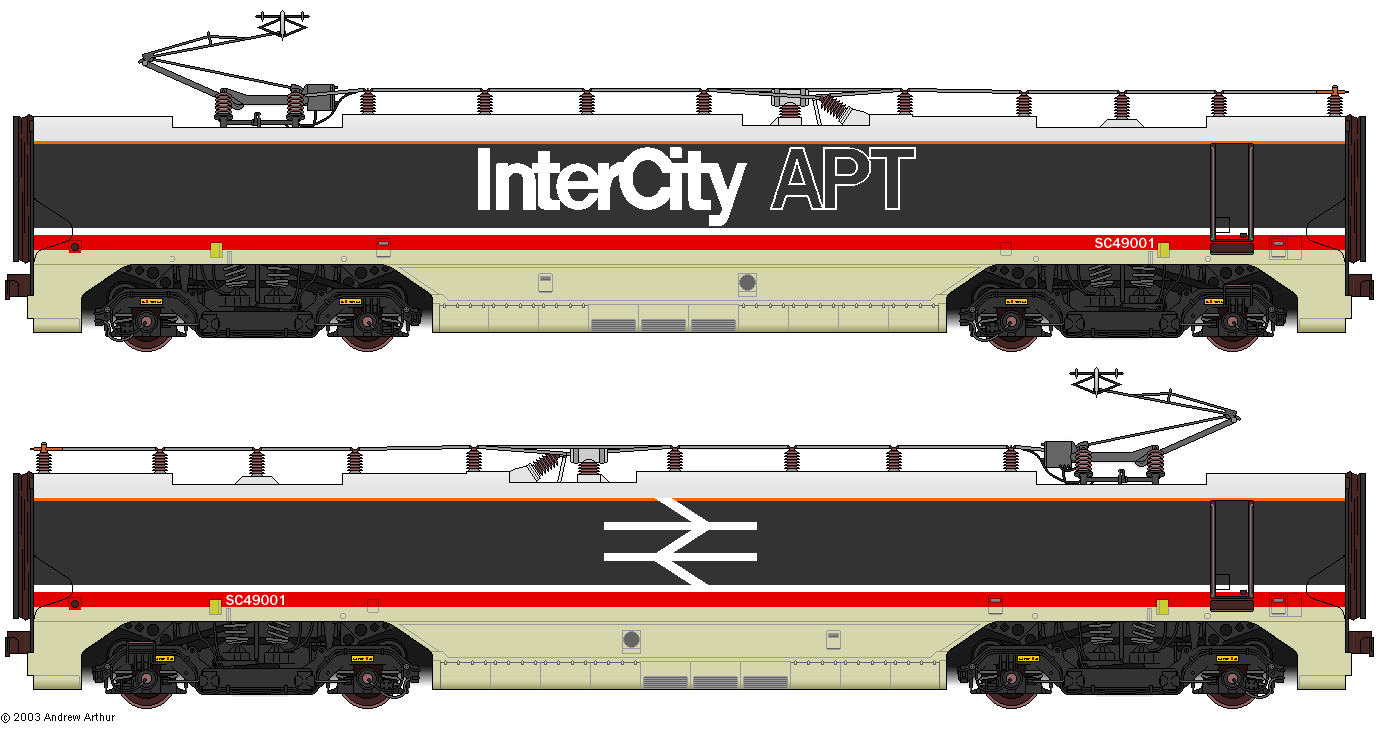
APT-P Motoreenheid, met Stone Faiveley AMBR stroomafnemer en 25kV dakleiding

Diverse overwegingen leidden tot wijzigingen van het ontwerp zodat er niet drie treinstellen met 11 bakken gebouwd werden maar zes 'halve' treinstellen van 7 bakken. Door de motorwagens van twee eenheden tegen elkaar te plaatsen konden drie treinen van 14 bakken worden gevormd. De eenheden werden genummerd van 370001 t/m 370006, daarnaast werd een reserve stuurstand met het opschrift 370007 gebouwd. Individuele bakken kregen een eigen nummer waarbij de eerste drie cijfers het rijtuigtype en de laatste twee de eenheid aangeven.
De eenheden waren van voor naar achter als volgt samengesteld:
- 48101-48107 - Stuurstandrijtuig 2e klas
- 48201-48206 - Tussenrijtuig 2e klas
- 48401-48406 - Buffet-loungerijtuig
- 48301-48306 - Tussenrijtuig gemengd
- 48501-48506 - Tussenrijtuig 1e klas
- 48601-48606 - Bagagewagen met 1e klas
- 49001-49006 - Motorwagen zonder cabine

De motorwagens beschikten over acht tractiemotoren met een gezamenlijk vermogen van 3000 kW. Dit bleek echter niet voldoende voor de beoogde 11 bakken met de beoogde snelheid. Omdat een 25kV leiding op het dak over de hele treinlengte onhaalbaar geacht werd, koos men voor twee motorwagens in het midden van de trein. Deze worden samen gevoed door één pantograaf via een elektrische verbinding tussen de motorwagens. De motorwagens waren ook voorzien van een kantelbak waarbij de pantografen met de draaistellen werden verbonden zodat ze recht onder de rijdraad blijven. Hoewel het mogelijk was voor onderhoudspersoneel om door de motorwagens te lopen over een smalle doorgang was er niet voorzien in een doorloop voor reizigers en personeel. Daardoor zijn beide reizigerscompartimenten van elkaar afgescheiden. Dit betekende dat twee volledige treincrews (en twee restaurants!) nodig waren voor iedere dienst, wat tot hoge extra kosten leidde. Door financiële druk werd besloten om de olie in de hydrokinetische rem te vervangen door een water-glycol oplossing met roest en bevriezing tot gevolg.

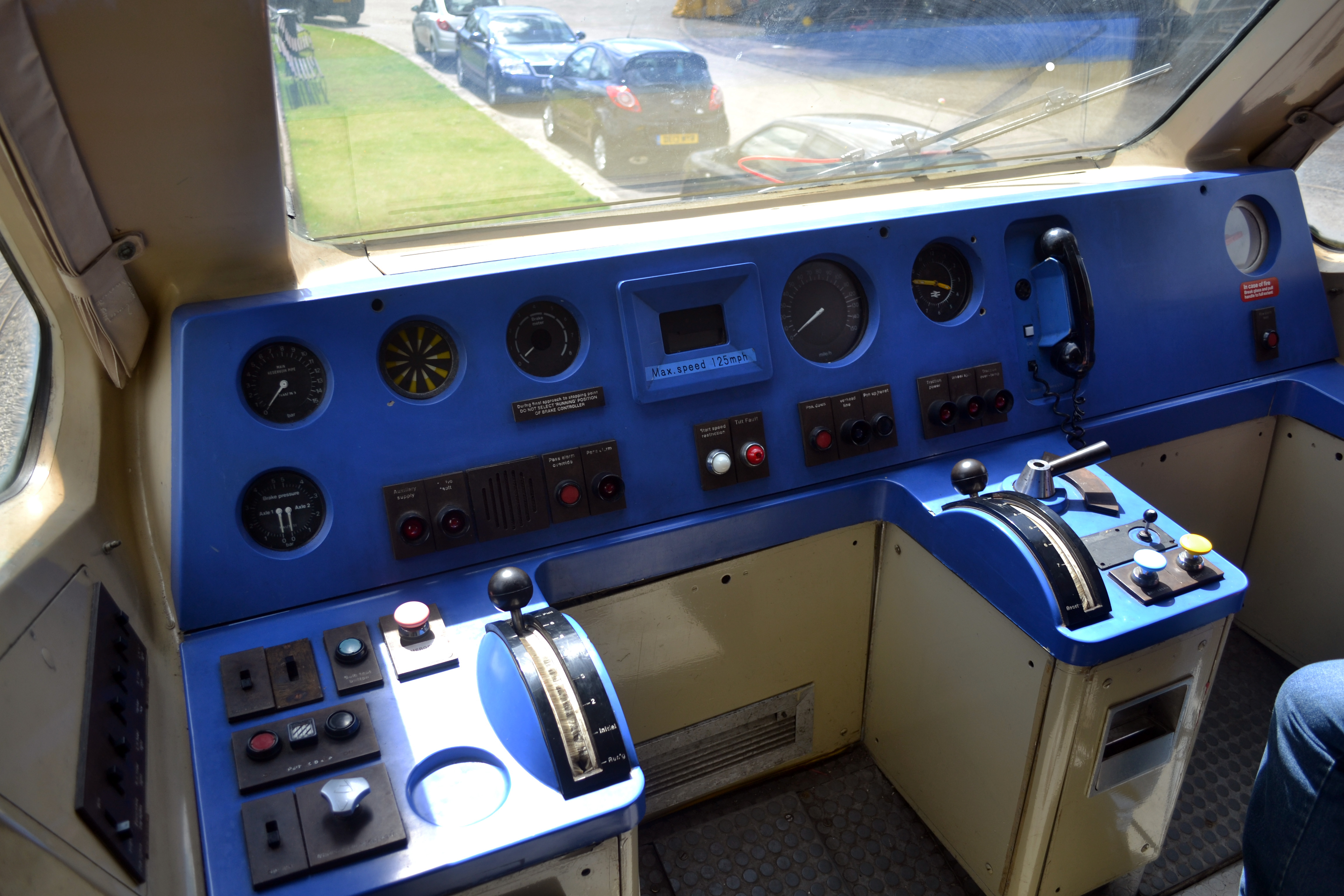
Interieur Bestuurderscabine
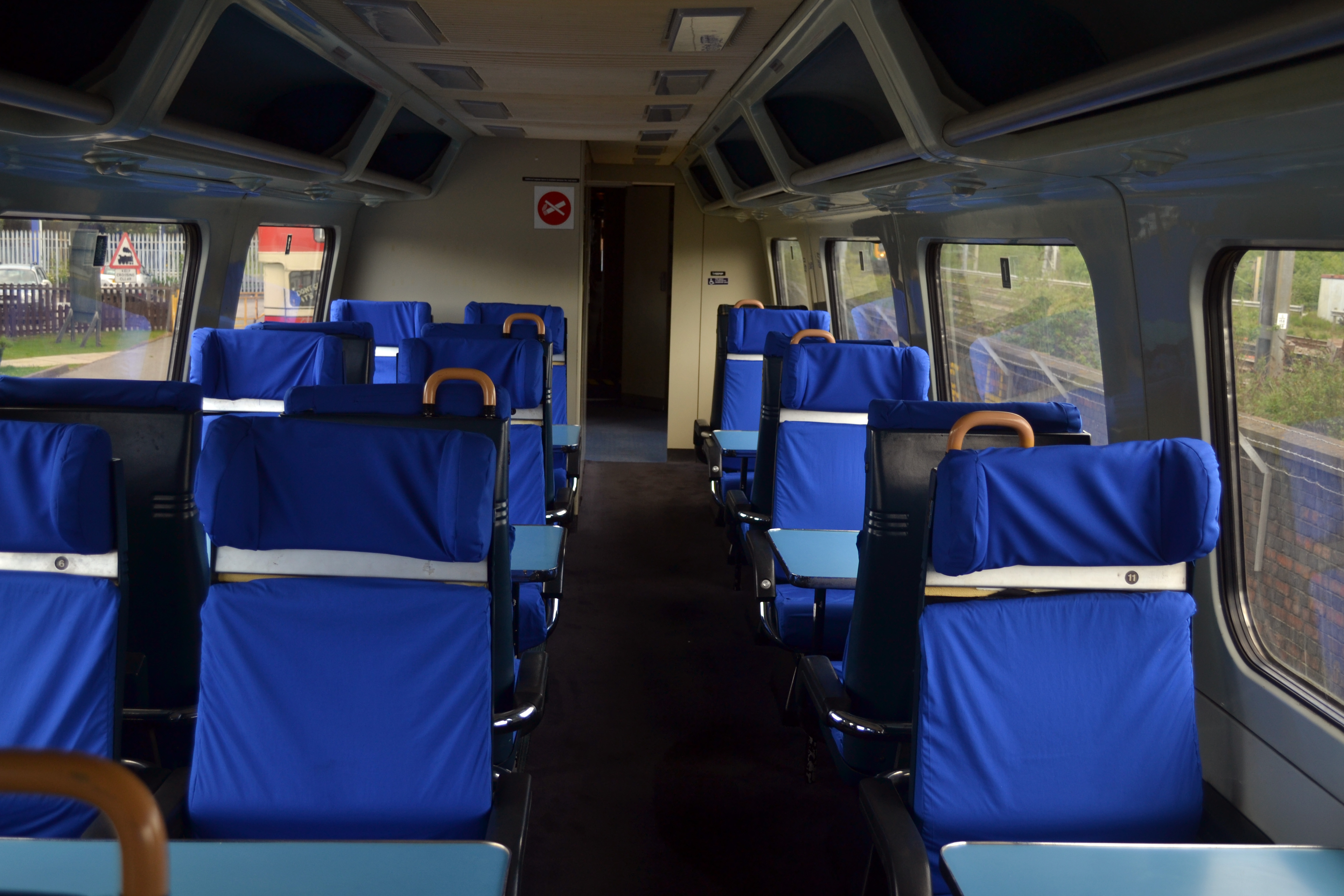
Interieur 1e klas
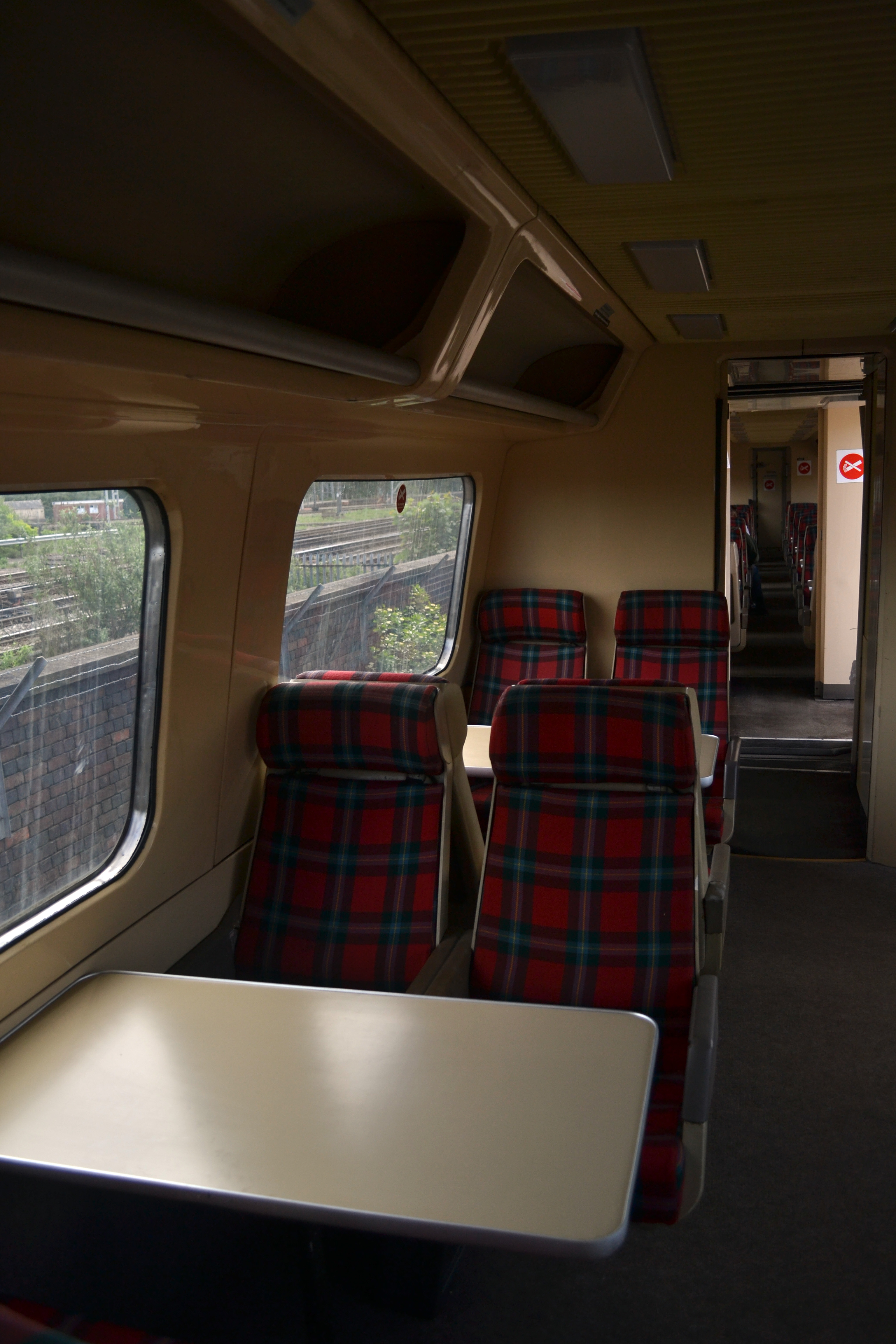
Interieur 2e klas
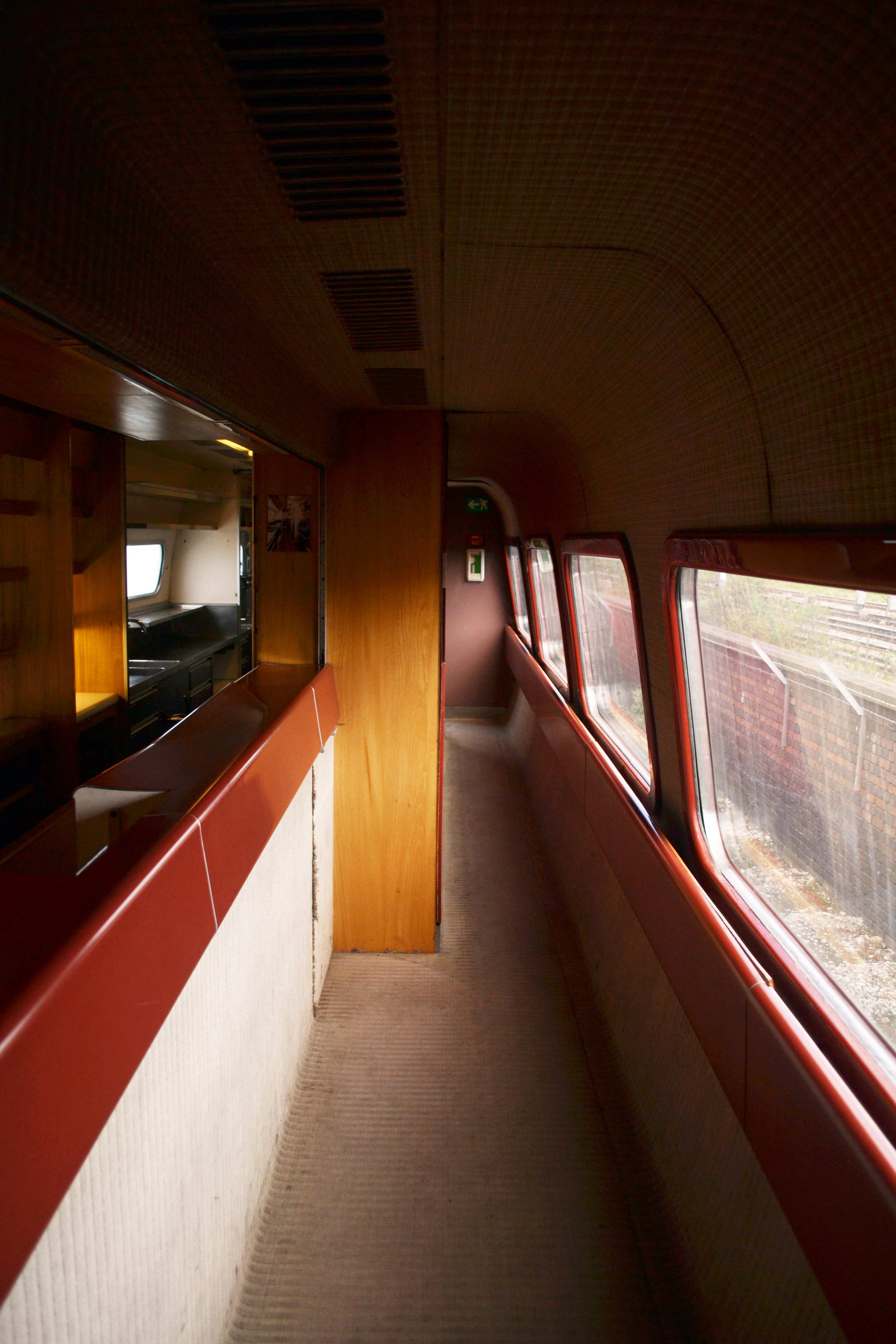
Interieur Buffet Lounge
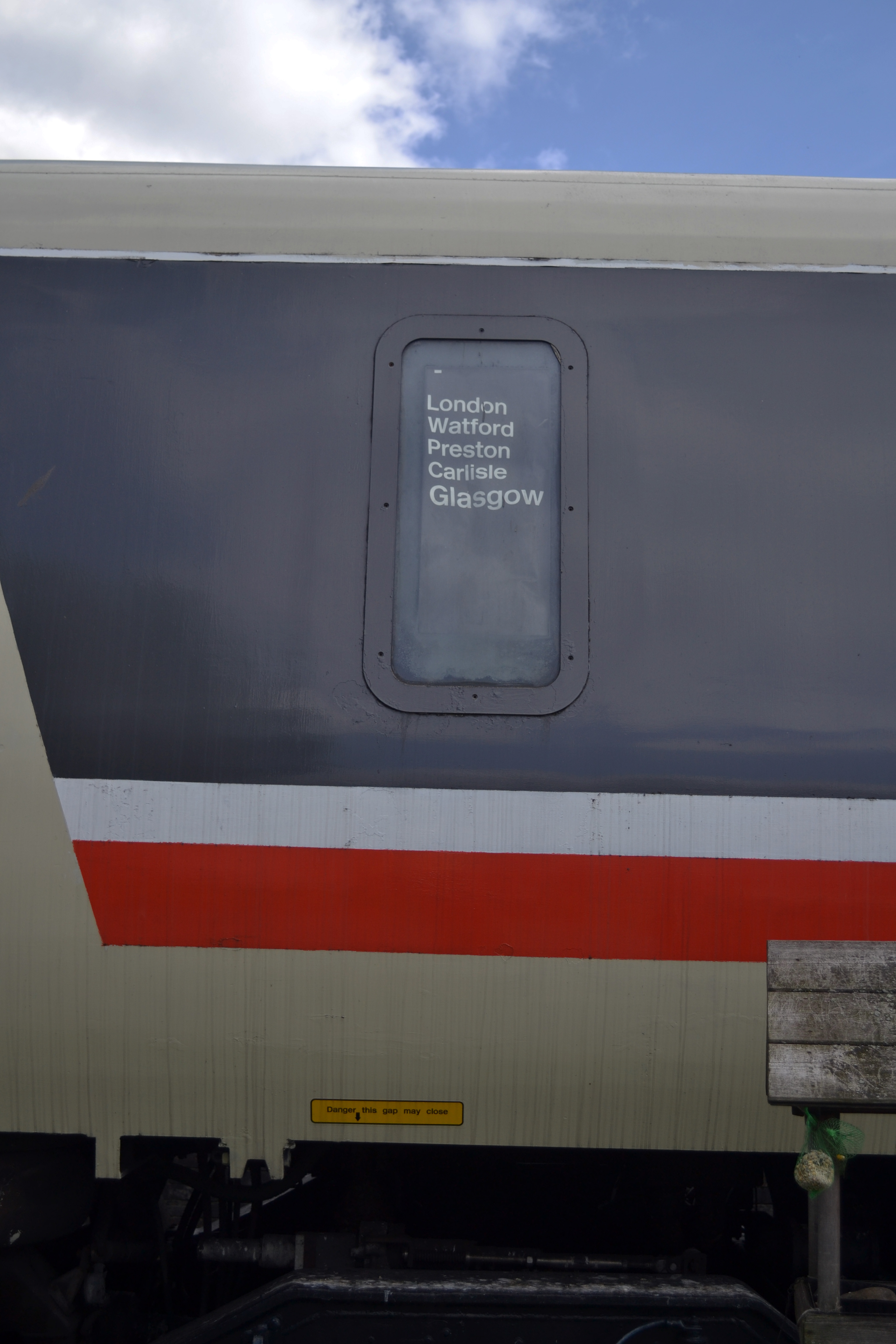
Koersbord op de APT-P

## Proefritten

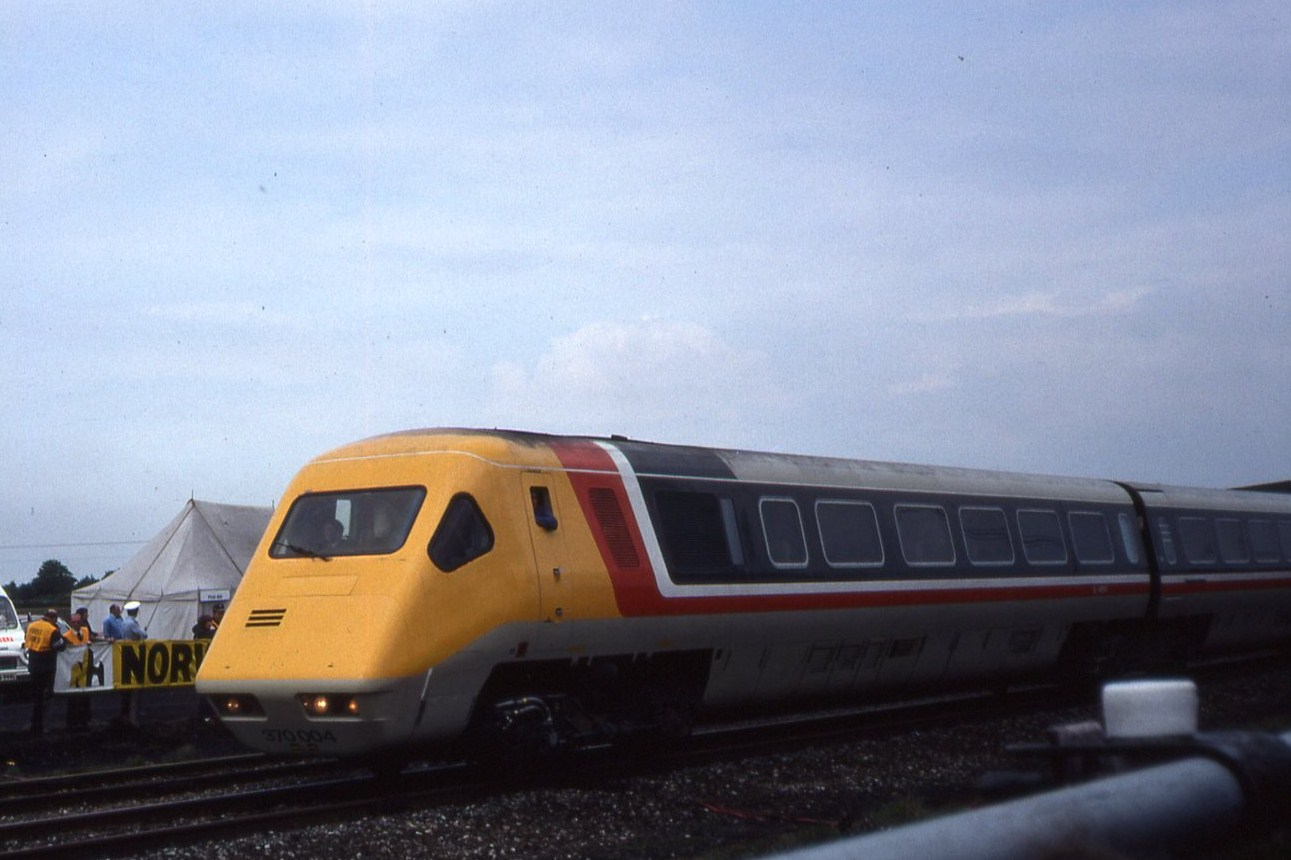
APT 370-004 met gele neus in Rainhill

Op 7 juni 1978 werd in Derby de eerste APT eenheid 370-001 City of Derby gepresenteerd aan de pers. Zodra er genoeg bakken beschikbaar waren werd een zevendelig treinstel gevormd met één motorwagen geflankeerd door tussenrijtuigen en stuurstanden van de 001 en de 003, Dit treinstel werd ingezet voor proefritten. De 370-004 werd bij de viering van 150 jaar spoorwegen bij Rainhill als representant van de moderne tijd aan het publiek voorgesteld. Het was de bedoeling om de trein in 1979 te introduceren op de West Coast Main Line tussen station Londen Euston en Glasgow Centraal. De APT-P is de sterkste binnenlandse trein die ooit op het Britse spoor heeft gereden. In december 1979 werd het snelheidsrecord op rails in Groot-Brittannië gesteld op 261 km/u. Tijdens de proefritten hadden de treinen een gele neus, voor de operationele dienst werden het opschrift Intercity APT aangebracht en werd rond de voorruit een zwart kader geschilderd.

## Operationeel

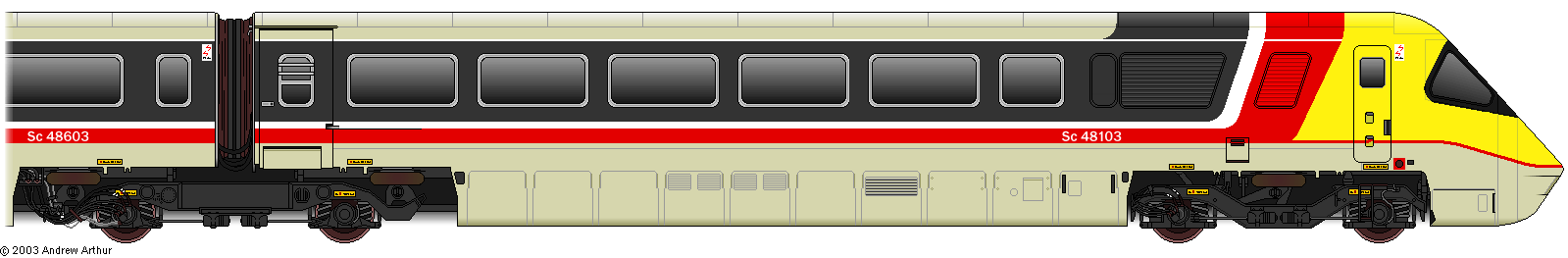
APT-P Stuurstandrijtuig 2^{e} klasse, in de gewijzigde APT beschildering, met een zwart kader rond de voorruit

Onder druk van het BR-management en politici die resultaten wilden zien van dit miljoenenproject, werd de trein op 7 december 1981 geïntroduceerd, terwijl de techniek nog niet helemaal perfect was. Zo bleek tijdens de openingsrit met de pers de kantelbakinstallatie nog niet in orde. Veel journalisten kregen last van wagenziekte en schreven vernietigende stukken in de krant. Het grootste probleem waarmee de APT te kampen had was het remsysteem. In de nacht van 7 op 8 december was er sprake van zware sneeuwval en zowel het remsysteem als de deurmechanismen bleken bevroren. Op 9 december strandde de trein uit Glasgow in Crewe door technische problemen en werden de treinstellen weer uit dienst genomen. In de zomer van 1982 kwamen ze - zonder er ruchtbaarheid aan te geven - weer in dienst. Op het moment dat de problemen waren opgelost, had British Rail (BR) door geldgebrek niet zoveel interesse meer in dit prestigeproject en in 1985 verdwenen de treinstellen uit de reguliere dienst.

## Museum

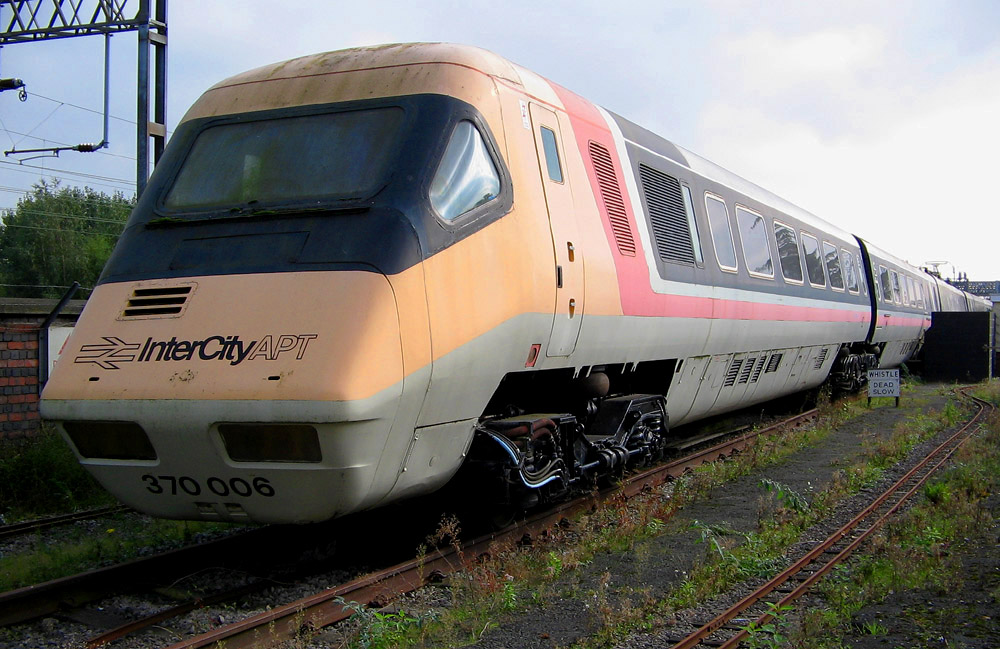
APT 370 006 op 9 november 2006 in het Crewe Heritage Centre

De zes eenheden werden allemaal afgevoerd in 1985-1986 en de meeste werden direct gesloopt. Van de 43 bakken ontliepen slechts 7 de slopershamer;
- Motorwagen 49006 is tentoongesteld in het Electric Railway Museum, Warwickshire, bij Coventry als bruikleen van het National Railway Museum.
- Het Crewe Heritage Centre, een museum naast het station in Crewe, heeft met zes bakken uit verschillende eenheden een treinstel gevormd:
  - 48103 - Stuurstandrijtuig 2e klas
  - 48404 - Buffet-loungerijtuig
  - 48603 - Bagagerijtuig met 1e klas
  - 49002 - Motorwagen
  - 48602 - Bagagerijtuig met 1e klas
  - 48106 - Stuurstandrijtuig 2e klas